# Vučja stopa
Vučja stopa (jabučnjak, koren šuplji, lat. Aristolochia), biljni rod iz porodice kopitnjakovki (Aristolochiaceae). Latinsko ime porodice došlo je po ovome rodu, dok je hrvatski naziv porodice došao po rodu kopitnjaka  (Asarum). Ime roda dolazi iz grčkih riječi aristos (odličan) i lochos (porodilja), jer se u prošlosti koristila za poticanje poroda, no u većini slučajeva žuta vučja stopa se koristila za izazivanje pobačaja.
Rod vučja stopa sastoji se od 430 vrsta trajnica (plus 3 notovrste), od kojih najmanje pet živi i na području Hrvatske, to su žuta vučja stopa (A. clematitis), blijeda vučja stopa ili jabuka vučja (A. pallida) i okruglolisna vučja stopa ili jabuka vučja obla (A. rotunda). Vrste hrvatska vučja stopa (A. croatica) i A. lutea ponekad se navode kao različite vrste, a ponekad da je A. croatica sinonim za A. lutea. Godine 2023. popisano je još 6 novih vrsta.
Žuta vučja stopa je otrovna, posebno za goveda i konje, a smatra se i da izaziva rak i endemsku nefropatiju.

## Vrste
Vidi Popis vrsta roda Aristolochia